# ハッランド地方
ハッランド地方（ハッランドちほう、Halland [ˈhǎlːand] ( 音声ファイル)）はスウェーデン南部イェータランドの地方の1つ。